# 18 ديسمبر
- السبت
- الأحد
- الاثنين
- الثلاثاء
- الأربعاء
- الخميس
- الجمعة

- 298 جمادى الآخرة 1447  هـ
- 309 جمادى الآخرة 1447  هـ
- 110 جمادى الآخرة 1447  هـ
- 211 جمادى الآخرة 1447  هـ
- 312 جمادى الآخرة 1447  هـ
- 413 جمادى الآخرة 1447  هـ
- 514 جمادى الآخرة 1447  هـ
- 615 جمادى الآخرة 1447  هـ
- 716 جمادى الآخرة 1447  هـ
- 817 جمادى الآخرة 1447  هـ
- 918 جمادى الآخرة 1447  هـ
- 1019 جمادى الآخرة 1447  هـ
- 1120 جمادى الآخرة 1447  هـ
- 1221 جمادى الآخرة 1447  هـ
- 1322 جمادى الآخرة 1447  هـ
- 1423 جمادى الآخرة 1447  هـ
- 1524 جمادى الآخرة 1447  هـ
- 1625 جمادى الآخرة 1447  هـ
- 1726 جمادى الآخرة 1447  هـ
- 1827 جمادى الآخرة 1447  هـ
- 1928 جمادى الآخرة 1447  هـ
- 2029 جمادى الآخرة 1447  هـ
- 211 رجب 1447  هـ
- 222 رجب 1447  هـ
- 233 رجب 1447  هـ
- 244 رجب 1447  هـ
- 255 رجب 1447  هـ
- 266 رجب 1447  هـ
- 277 رجب 1447  هـ
- 288 رجب 1447  هـ
- 299 رجب 1447  هـ
- 3010 رجب 1447  هـ
- 3111 رجب 1447  هـ
- 112 رجب 1447  هـ
- 213 رجب 1447  هـ

18 ديسمبر أو 18 كانون الأوَّل أو يوم 18\12 (اليوم الثامن عشر من الشهر الثاني عشر) هو اليوم الثاني والخمسون بعد الثلاثمائة (352) من السنة، أو الثالث والخمسون بعد الثلاثمائة (353) في السنوات الكبيسة، وفقًا للتقويم الميلادي الغربي (الغريغوري). يبقى بعده 13 يومًا على انتهاء السنة.

## أحداث
- 218 ق.م - قوات حنبعل (هنيبعل) القرطاجي تهزم قوات الجمهورية الرومانية في معركة تريبيا خلال الحرب البونية الثانية.
- 1347 - السلطان حسن بن الناصر محمد قلاوون يتولى عرش مصر.
- 1499 - بدء ثورة البشرات ردا على التحولات الدينية الإجبارية للمسلمين في إسبانيا.
- 1865 - الولايات المتحدة تحرم العبودية.
- 1914 - إنجلترا تعلن الحماية على مصر وتخرجها من تحت جناح الدولة العثمانية.
- 1941 - القوات اليابانية تنزل على شواطئ هونغ كونغ وتقوم بسلسلة من المذابح المروعة حتى استسلمت المدينة بالكامل في يوم عيد الميلاد.
- 1956 - اليابان تصبح عضوًا في الأمم المتحدة.
- 1969 - الاتفاق النهائي بين المملكة العربية السعودية ودولة الكويت على اقتسام المنطقة المحايدة بينهما.
- 1972 - توقيع اتفاقية بين مصر والمجموعة الاقتصادية الأوروبية في بروكسل.
- 1976 - تتويج نادي مولودية الجزائر بكأس أفريقيا للأندية البطلة كأول نادي جزائري وثاني نادي عربي بعد النادي الإسماعيلي يتوج بالبطولة القارية.
- 1997 - صدور قرار يمنح اسكتلندا برلمان خاص بها لأول مرة من ثلاثة قرون.
- 2002 - افتتاح مارينا مول في الكويت، وهو من أضخم المشاريع التي نفذها القطاع الخاص في الكويت.
- 2004 - قضاة عراقيون يحققون مع علي حسن المجيد ووزير الدفاع في عهد صدام حسين سلطان هاشم أحمد تمهيدًا لمحاكمتهم بتهمه ارتكاب جرائم ضد الإنسانية.
- 2006 - وزير الدفاع الأمريكي دونالد رامسفيلد يستقيل من منصبه.
- 2008 - محكمة جرائم الحرب تحكم بالسجن مدى الحياة على القائد السابق للجيش الحكومي الكولونيل «ثينوسيت باجوسورا» بعد إدانته بارتكاب جرائم إبادة جماعية خلال المذابح العرقية التي شهدتها رواندا عام 1994 وراح ضحيتها نحو 800 ألف شخص.
- 2011 - إسرائيل تفرج عن 550 أسيراً فلسطينياً استكمالاً لألفٍ وسبعةٍ وعشرين من صفقة تبادل الأسرى مع حركة حماس المعروفة بصفقة شاليط.
- 2013 -
  - أول عملية زرع قلب صناعي في التاريخ تتم في مستشفى جورج بومبيدو الأوروبي في باريس.
  - لاعب كرة القدم المصري محمد أبو تريكة يعتزل كرة القدم.
- 2016 -
  - رئيس الوُزراء اللُبناني المُكلَّف سعد الدين الحريري يُعلن تشكيل حُكومته الثانية والأولى في عهد رئيس الجمهوريَّة ميشال عون.
  - مقتل 12 شخص وجرح 35 آخرين في هجوم تبناه تنظيم الدولة الإسلامية بمدينة الكرك في الأردن.
  - تتويج نادي ريال مدريد بلقب كأس العالم للأندية لكرة القدم 2016 بعد فوزه على نادي كاشيما أنتلرز في المباراة النهائية بنتيجة 4–2 بعد التمديد.
- 2021 -
  - المنتخب الجزائري لكرة القدم يحرز كأس العرب 2021 بعد هدفين نظيفين أمام المنتخب التونسي.
  - مقتل ما لا يقل عن 375 شخصًا في الفلبين جراء إعصار راي الذي ضرب منطقة شمال غرب المحيط الهادئ.
- 2022 -
  - الانتخابات العامة في فيجي تُسفر عن برلمان معلق، بعد فشل كل الأحزاب في الحصول على الأغلبية.
  - منتخب الأرجنتين لكرة القدم يفوز بكأس العالم للمرة الثالثة في تاريخه، بعد تغلبه بركلات الترجيح على نظيره الفرنسي في مباراة النهائي، واختيار ليونيل ميسي أفضل لاعب في البطولة.

## مواليد
- 1856 - جوزيف جون طومسون، عالم فيزياء إنجليزي حاصل على جائزة نوبل في الفيزياء عام 1906.
- 1863 - فرانز فرديناند، ولي عهد الإمبراطورية النمساوية المجرية.
- 1878 - جوزيف ستالين، زعيم شيوعي وثاني قادة الاتحاد السوفيتي.
- 1879 - بول كلي، رسام ألماني.
- 1886 - أمين الرافعي، رائد من رواد الصحافة والحركة الوطنية في مصر.
- 1913 -
  - فيلي برانت، مستشار ألمانيا حاصل على جائزة نوبل للسلام عام 1971.
  - محمد جمال الهاشمي، عالم مسلم وكاتب وشاعر عراقي.
- 1927 - جيمس ويسلي توربين، طبيب وواعظ أمريكي.
- 1936 - كريمان، ممثلة مصرية.
- 1938 -
  - منى جبر، ممثلة مصرية.
  - روجر موسلي، ممثل أمريكي.
- 1946 -
  - ستيفن سبيلبرغ، مخرج سينمائي أمريكي.
  - ستيف بيكو، ناشط جنوب أفريقي ضد نظام الفصل العنصري.
- 1947 - ريوكو إكيدا ، كاتبة يابانية مبدعة من أعمالها ليدي أوسكار .
- 1948 - كارول دوبياس، لاعب كرة قدم تشيكوسلوفاكي.
- 1952 - آرون جايتلي، أحد أبرز السياسيين الهنود.
- 1954 - راي ليوتا، ممثل أمريكي.
- 1955 - عبد الرحمن العقل، ممثل كويتي.
- 1957 - إيجور سكليار، ممثل سوفيتي روسي.
- 1960 -
  - طلعت زكريا، ممثل مصري.
  - مادونا، مغنية لبنانية.
- 1963 -
  - براد بيت، ممثل أمريكي.
  - ريكيا كوياما، ممثل أداء صوتي ياباني.
- 1964 - ستون كولد ستيف أوستن، مصارع أمريكي.
- 1965 - جون موشويو، لاعب كرة قدم جنوب أفريقي.
- 1969 - سانتياغو كانيزاريس، حارس مرمى كرة قدم إسباني.
- 1971 - أرانتشا سانتشيث فيكاريو، لاعبة كرة مضرب إسبانية.
- 1974 - نيللي كريم، ممثلة مصرية.
- 1975
  - تريش ستراتس ، مصارعه كندية.
  - سيا فورلر، مغنية أسترالية.
- 1978 -
  - ياسين أحجام، ممثل مغربي.
  - كيتي هولمز، ممثلة أمريكية.
- 1979 - مامادي سيديبي، لاعب كرة قدم من مالي.
- 1980 - كريستينا أغويليرا، مغنية أمريكية.
- 1988 - أحمد الصغير، لاعب كرة قدم ليبي.
- 1988 - محمد الشناوي، لاعب كرة قدم مصري.
- 1989 - أشلي بينسون، ممثلة أمريكية.
- 2001 - بيلي إيليش، مغنية أمريكية.

## وفيات
- 1682 - محمد بن أبي بكر الشلي، فقيه ومتصوف ومدرس وكاتب يمني.
- 1979 - محمد مفتح، عالم وسياسي شيعي إيراني، ومن شخصيات الثورة الإسلامية في إيران.
- 1980 - أليكسي كوسيغين، رئيس وزراء الاتحاد السوفيتي.
- 1982 - إبراهيم المبيضين، شاعر أردني.
- 1994 - صاحب حداد، مونتير ومخرج سينمائي عراقي.
- 2006 -
  - عبد الأمير الجمري، عالم مسلم بحريني.
  - عبير تنير، إذاعية عُمانية.
  - جوزيف باربيرا، رسام ومنتج أمريكي ومبتكر شخصيات توم وجيري.
- 2011 - فاتسلاف هافيل، رئيس التشيك الأول.
- 2013 -
  - جمال إسماعيل، ممثل مصري.
  - زهرة العلا، ممثلة مصرية.
- 2016 - زازا غابور، ممثلة مجرية.
- 2017 - كيم جونغ هيون، مغني كوري.
- 2020 - داود عريقات، سياسي فلسطيني.
- 2021 - محب كاسر، ممثل مصري.

## أعياد ومناسبات
- اليوم العالمي للغة العربية
- اليوم الدولي للمهاجرين.
- اليوم الوطني في دولة قطر.
- عيد الجمهورية في النيجر.

## وصلات خارجية
- وكالة الأنباء القطريَّة: حدث في مثل هذا اليوم.
- أرشيف مصر: حدث في مثل هذا اليوم.
- BBC: حدث في مثل هذا اليوم.